# عمر بوراس
عمر بنفنايدو بوراس جراندا (بالإسبانية: Omar Borrás) (ولد في 15 يونيو 1929) هو مدرب كرة قدم أوروغواني سابق.